# Юрьев, Игорь Зотович
Юрьев Игорь Зотович (род. 1951, Хотин) — живописец, заслуженный художник Украины (2018).
Учился в Одесском педагогическом институте им. К.Д. Ушинского, художественно-графический факультет (1986-90). Преподаватели О. Токарева, В. Ефименко.
Работает в области станковой живописи и графики. Участник многих всеукраинских, международных, зарубежных выставок, пленэров и симпозиумов.
Работы находятся в художественном музее Черновцов, Каменец-Подольского, в доме-музее М. Волошина (Крым), в художественном музее г. Сучфва (Румыния) и в Парламентской галерее Румынии, в фондах СХ Запорожской областной организации, в этнографическом музее Поташни Винницкой области и многих частных собраниях.